# Doge de Veneza

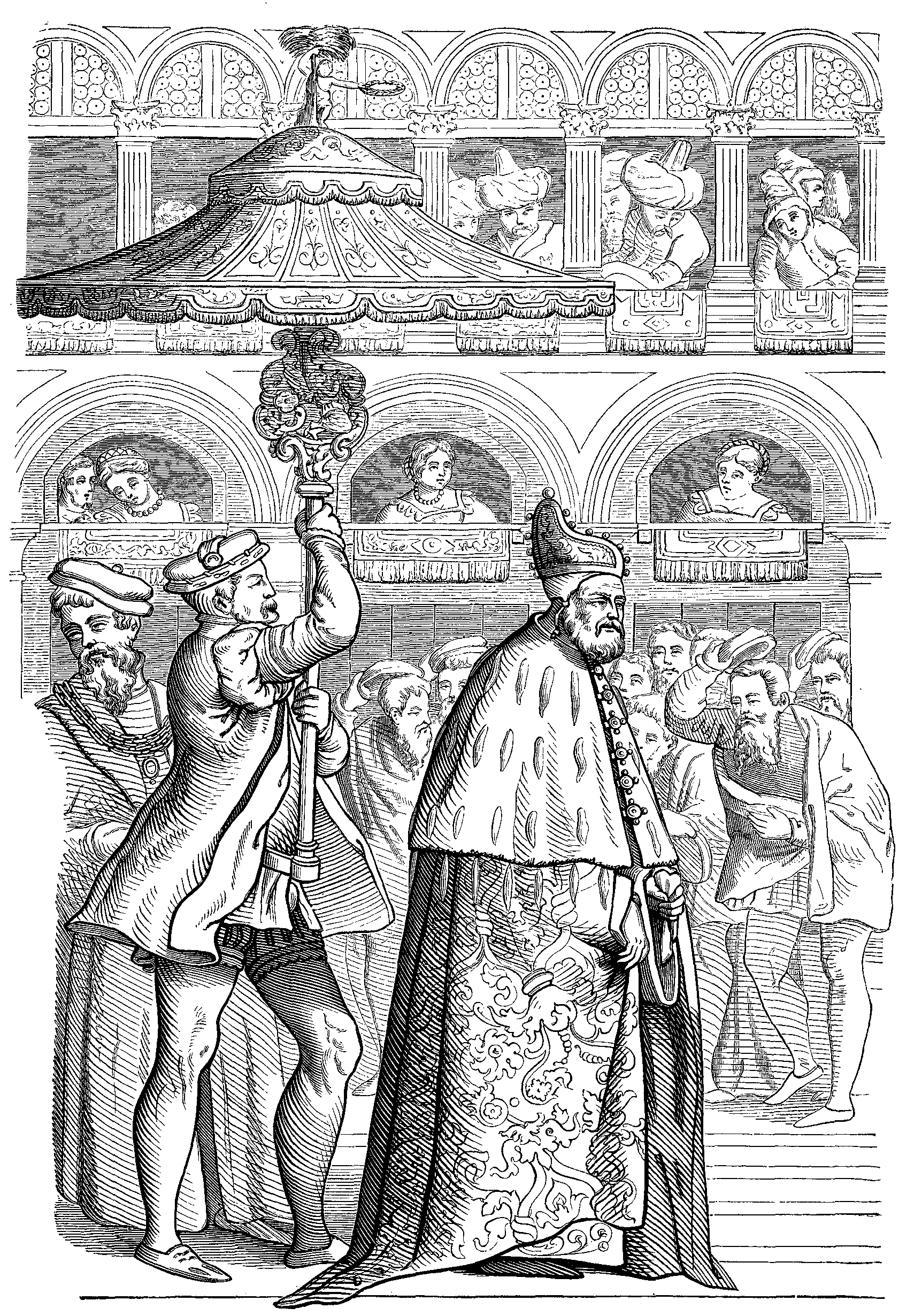
O doge de Veneza, século XVI

Doge de Veneza (derivado do latim dux: "líder, príncipe") foi o título do chefe de estado vitalício da República de Veneza entre o século VIII e 1797.
Os doges de Veneza eram eleitos vitaliciamente pela nobreza veneziana. O doge não era um duque no sentido moderno, nem o equivalente a um duque hereditário. Doge era o título do mais antigo funcionário eleito de Veneza e Gênova; ambas as cidades eram repúblicas e possuíam doges eleitos. Um doge era referido de várias maneiras pelos títulos "Meu Senhor, o Doge" (Monsenhor el Doxe), "Sereníssimo Príncipe" (Serenissimo Principe) e "Sua Serenidade" (Sua Serenità).

## História

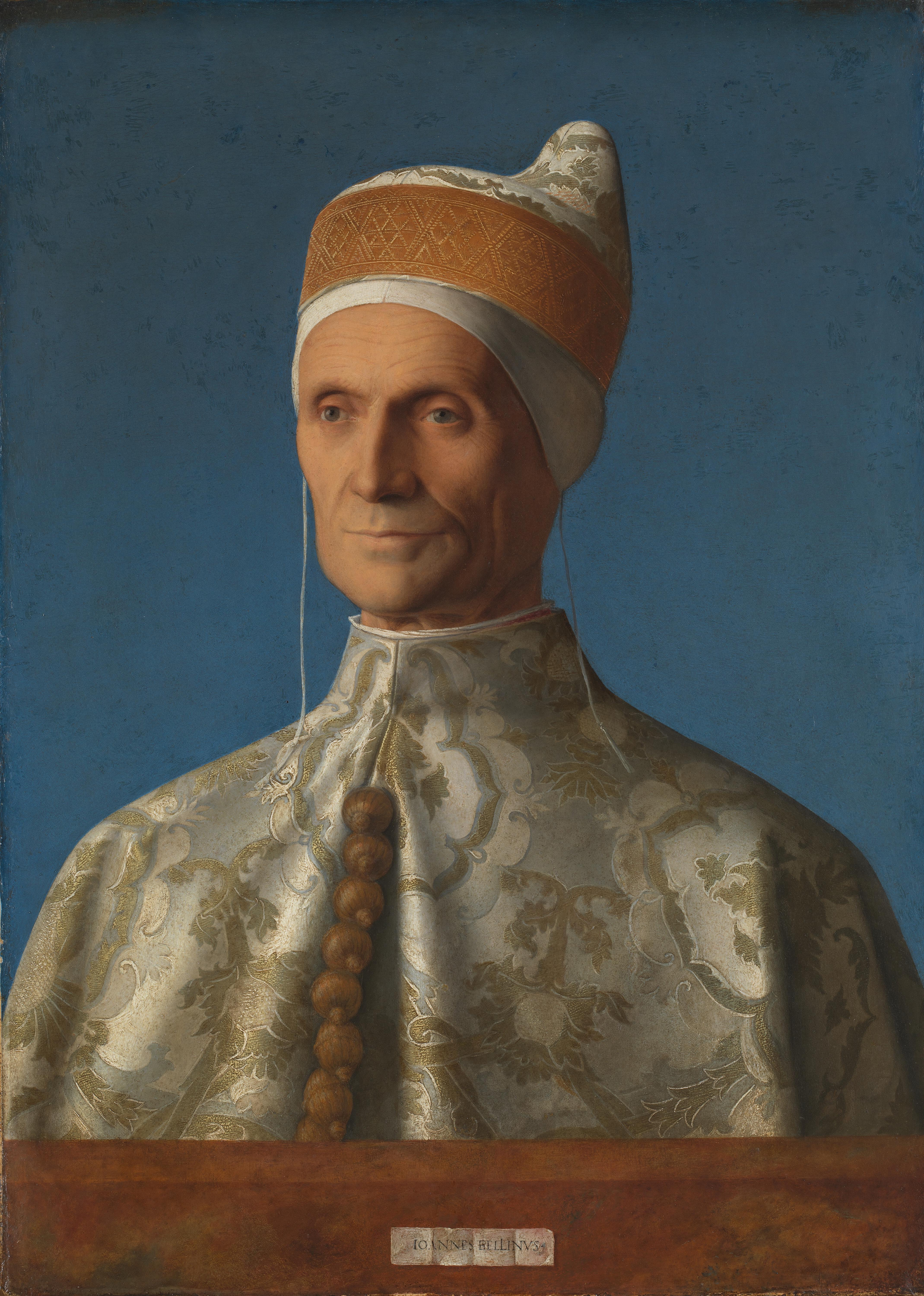
Retrato do doge Leonardo Loredano (1501-1505), por Giovanni Bellini

Originalmente, o Doge era um deputado local do Exarca de Ravena, que por sua vez era o governador do imperador bizantino no norte da Itália. Com a emancipação de Veneza de Bizâncio, o doge tornou-se o governante de uma estrutura estatal cada vez mais independente, o ducado. Por muito tempo Paulo Lúcio Anafesto foi considerado o primeiro doge, geralmente chamado de Paoluccio Anafesto na historiografia veneziana, mas hoje Ursus (Orso Ipato) é considerado o primeiro doge. No início do século IX, a sede do Doge foi transferida de Malamocco para Rialto e, portanto, para o atual centro histórico; sua residência era o Palácio Ducal.
Houve várias tentativas de estabelecer uma dinastia. O meio mais importante foi a eleição de um filho do doge governante como codoge; a política de casamento também era importante. Essas tentativas não terminaram até o século XI. No século XII, o direito de eleger um doge foi retirado da assembleia popular. Um complicado processo eleitoral, por sua vez, garantiu um equilíbrio entre as famílias agora dominantes. A partir dessa época, os poderes do chefe de Estado foram gradualmente restringidos, de modo que nos tempos modernos ele se tornou o mero representante da nobre república.
Com o passar do tempo, alguns doges não foram contados entre os doges como meros usurpadores, e um foi posteriormente removido das listas de doges porque também era patriarca. A discussão sobre a questão de saber se os codoges são contados, principalmente filhos, às vezes irmãos dos doges reinantes, especialmente se eles morreram antes da morte de seus pais ou irmãos e, portanto, nunca governaram sozinhos, ainda está em andamento. Além dos 118 ou 120 doges reconhecidos, houve alguns deputados até o início do século XIII, que serviram como vice-cães foram designados. O número total de governantes que não eram mais reconhecidos como doges no final da república era de 15, mais os quatro ou cinco magistri militum que governaram por um ano no século VIII. O último Doge Ludovico Manin abdicou em 12 de maio de 1797, depois que o Grande Conselho havia se dissolvido anteriormente diante do avanço de Napoleão.

## Derivação
O nome é derivado de um termo usado na administração romana. A partir do século IV, dux era a designação do comandante militar supremo de uma província fronteiriça.

## Gestão e títulos
O doge combinava funções militares e judiciais, de modo que no início da Idade Média o oficial tinha poder quase ilimitado por toda a vida. Apropriadamente, houve também pelo menos três tentativas de constituição de uma dinastia, nomeadamente por parte das famílias alargadas dos Galbaio, Particiaco e Candiano. A desconfiança de tais famílias influentes, com suas centenas de membros, dominou a política doméstica até os tempos modernos. A elevação de um companheiro doge foi proibida sob o doge Domenico Flabanico em 1040, a fim de mudar esse caminho para a formação de uma dinastia. Em 1122, pela primeira vez, um "vice-doge" foi criado como deputado do atual doge, que às vezes se ausentava por vários anos; a última vez que isso aconteceu foi em 1202.
Para limitar seu poder, o Doge recebeu vários órgãos de controle, como o Conselho dos Dez. A partir de então o ofício de doge era de natureza mais representativa, sendo o doge a personificação de Veneza. É assim possível traçar, por vezes meticulosamente, as carreiras individuais antes da respetiva eleição para o Doge. Mas uma vez que o cargo mais alto foi alcançado, muitas vezes é quase impossível entender papel do respectivo doge nas fontes que produziram a rede de poder em Veneza.
Além do título de dux, os doges detinham vários outros títulos que refletiam sua relação com as potências estrangeiras. Freqüentemente, eles tinham títulos bizantinos, como Hypathos (Ipato), que corresponde aproximadamente a cônsul. Maurizio Galbaio (764–787) detinha o título de magister militum, consul et imperialis dux Veneciarum provinciae, então ele ainda se via como um doge de uma província imperial. Giustiniano Particiaco usou apenas o título de imperialis hypatus et humilis dux Venetiae sem nomear uma província pertencente ao império. O status de subordinação desapareceu com a concessão de títulos honorários bizantinos. A adição Dei gratia(pela graça de Deus) não entrou em uso generalizado até o século XI.

Complexo do Palácio Ducal.

Tendo em vista a expansão húngara em direção ao Adriático, Vitale Falier (1084-1096), mas certamente Vitale Michiel I (1096-1102), reivindicou o título de dux Croatiae, tornando o título dux Venetiae atque Dalmatiae sive Chroaciae et imperialis prothosevastos. De acordo com o Venetiarum historia vulgo Petro Justiniano adiudicata, criado por volta de 1350, o Doge Domenico Morosini também introduziu o atque Ystrie dominator como uma extensão de seu título, depois de Pula na Ístria em 1150 tive de se submeter. No entanto, apenas um documento de 1153 traz esse título: et totius Ystrie inclito dominatori.
A partir de 1205 após a conquista do Império Bizantino e o estabelecimento do Império Latino, o Doge recebeu o título Dei gratia gloriosus Venetiarum, Dalmatiae atque Chroatiae dux, ac dominus quartae partis et dimidie totius imperii Romaniae - então ele não era apenas o glorioso Doge dos venezianos, da Dalmácia e da Croácia, mas também governante de três oitavos do Império Romano. Pietro Ziani assumiu. Até Enrico Dandolo haver recebido do imperador o título de protosebastos.
A partir de 1358, quando Veneza renunciou às suas reivindicações sobre as áreas na costa oriental do Adriático que aparecem no título, o título foi aparentemente reduzido a Dei gratia dux Veneciarum et cetera, uma regra que durou até 1797.
O ofício continuou a se desenvolver nessa direção a partir do século XIV, principalmente a partir de Andrea Dandolo, porque o Doge, que presidia todos os órgãos essenciais, tornou-se cada vez mais um visionário do plano divino e a personificação da relação especial de Veneza com Deus.

## Vestimenta oficial
A partir do século XIV, o doge usava o corno ducal, um tipo especial de chapelaria que permaneceu propriedade do estado e foi repassado ao sucessor. O Corno é um boné rígido com ponta em forma de chifre e anel de metal em forma de coroa. Por um lado, é atribuído à chapelaria dos pescadores e, por outro, ao "chapéu de duque".
O capacete do doge também foi feito como um zogia. Foi usado apenas por ocasião da inauguração e da solene procissão pascal. A zogia era feita de brocado e adornada com pedras preciosas, enquanto o habitual corno era feito de material menos precioso.
Sob o corno, o doge usava a cuffia, um gorro de linho fino. A partir de 1367, o pesado arnês passou a ser usado em uma versão mais leve em ocasiões cerimoniais. Em ocasiões menos solenes, como as inúmeras reuniões, recepções e audiências a que o Doge era obrigado a estar presente, usava um corno sem joias.
Na coroação, o doge usava por cima uma longa roupa interior, a dogalina, cingida por um cinto estreito com fivela de ouro, um manto largo com gola em forma de capa de pele de arminho, o bavaro. A gola alta do Doge incluía os botões impressionantes, o campanoni d'oro.
O traje privado correspondia ao traje cotidiano de um nobre veneziano. A dogaressa, esposa do titular, usava um boné menor.